# Año Internacional del Ecoturismo
2002 fue proclamado Año Internacional del Ecoturismo por la Asamblea General de las Naciones Unidas mediante la resolución A/RES/53/200, adoptada el 15 de diciembre de 1998, durante su quincuagésimo tercer período de sesiones. Esta decisión reafirmó la importancia del turismo ecológico en la conservación del medio ambiente y el desarrollo sostenible, en línea con la resolución 1998/40 del Consejo Económico y Social de las Naciones Unidas, aprobada el 30 de julio de 1998.
El objetivo de la conmemoración fue promover el ecoturismo como una actividad que equilibra el crecimiento económico con la protección de los ecosistemas y el bienestar de las comunidades locales. Se buscó fomentar un modelo de turismo responsable que minimizara impactos negativos y asegurara beneficios a largo plazo para las poblaciones y los entornos donde se desarrolla esta actividad.

## Actividades y alcance
Durante este año se llevaron a cabo iniciativas de sensibilización, análisis y cooperación para impulsar prácticas sostenibles en el sector. Uno de los eventos centrales fue la Cumbre Mundial del Ecoturismo, celebrada en Quebec, Canadá, del 19 al 22 de mayo de 2002, la cual contó con la participación de más de 1.000 delegados de 132 países, incluyendo representantes de gobiernos, sector privado, organizaciones no gubernamentales y comunidades indígenas y locales. La cumbre culminó con la Declaración de Quebec sobre el Ecoturismo, un documento que estableció principios y directrices para garantizar que el ecoturismo contribuyera a la conservación ambiental y a la mejora de la calidad de vida de las comunidades anfitrionas.
Además de la cumbre, se organizaron conferencias regionales y programas de formación para promover estándares internacionales en ecoturismo. La Organización Mundial del Turismo (OMT) y el Programa de las Naciones Unidas para el Medio Ambiente (PNUMA) desempeñaron un papel central en la difusión de metodologías y buenas prácticas para el desarrollo sostenible del sector. Estas entidades elaboraron directrices orientadas tanto a los responsables políticos como a los operadores turísticos, con el fin de integrar la conservación de la biodiversidad en las políticas de turismo.
Otro componente clave del Año Internacional fue la realización de estudios de mercado especializados en ecoturismo, encargados por la OMT, que analizaron las tendencias y demandas de países emisores de turismo ecológico. Estos estudios proporcionaron información valiosa sobre las motivaciones y expectativas de los turistas, contribuyendo a la formulación de estrategias para fortalecer la oferta de ecoturismo en distintos destinos.
El financiamiento de las actividades conmemorativas dependió de contribuciones voluntarias de diversos actores, incluyendo gobiernos, el sector privado y organizaciones internacionales, con el objetivo de evitar comprometer los fondos regulares de la ONU.